# 永恒日
永恒日
英文：Amartithi

## 永恒日
1969年1月31日中午12点钟，阿瓦塔美赫巴巴离开肉身。自从1970年1月起，这个日子被称作永恒日，每年在印度和世界各地被纪念。

## 永恒日简介
“Amartithi永恒日”这个词看来源自美赫巴巴，意指“不朽之日”（字面上，amer，不死的； tithi，日子）。故译为“永恒日”。
在三天的永恒日庆祝活动期间，美拉巴德接待来自世界各地的10000—12000名过夜的来访者，和25000—30000名日间来访者。许多美赫巴巴的跟随者在印度以外庆祝永恒日，主要在美国、澳大利亚和欧洲。在美赫巴巴的跟随者当中，它被认为是最重要的节日之一，另外则有“沉默日”，和美赫巴巴的诞辰日。
永恒日当天中午12点至12点15分，当聚会人群保持静默15分钟，以纪念本时代的阿瓦塔美赫巴巴于1969年1月31日中午12点钟离开肉身时，活动达到高潮。
期间，在美赫巴巴陵墓附近的平台上，整个白天以及夜晚大部分时间都有唱歌，舞蹈，电影等活动。

## 美拉巴德
1930年1月31日，美赫巴巴到美拉巴德，透露说：“将来美拉巴德会像耶路撒冷一样。对于我的灵性工作，它是最佳之地。并将永远是我的工作中心。”
1952年1月31日，巴巴工作的新生活阶段结束。然而，巴巴说新生活将永远继续下去，即使无人实践之。度内火点燃。巴巴宣布，现在他摆脱了外在宗教仪式。  
1969年1月31日中午12点钟，美赫巴巴离开肉身。自从1970年1月，这个日子被称作永恒日，在印度和世界各地纪念。